# Accoutumance

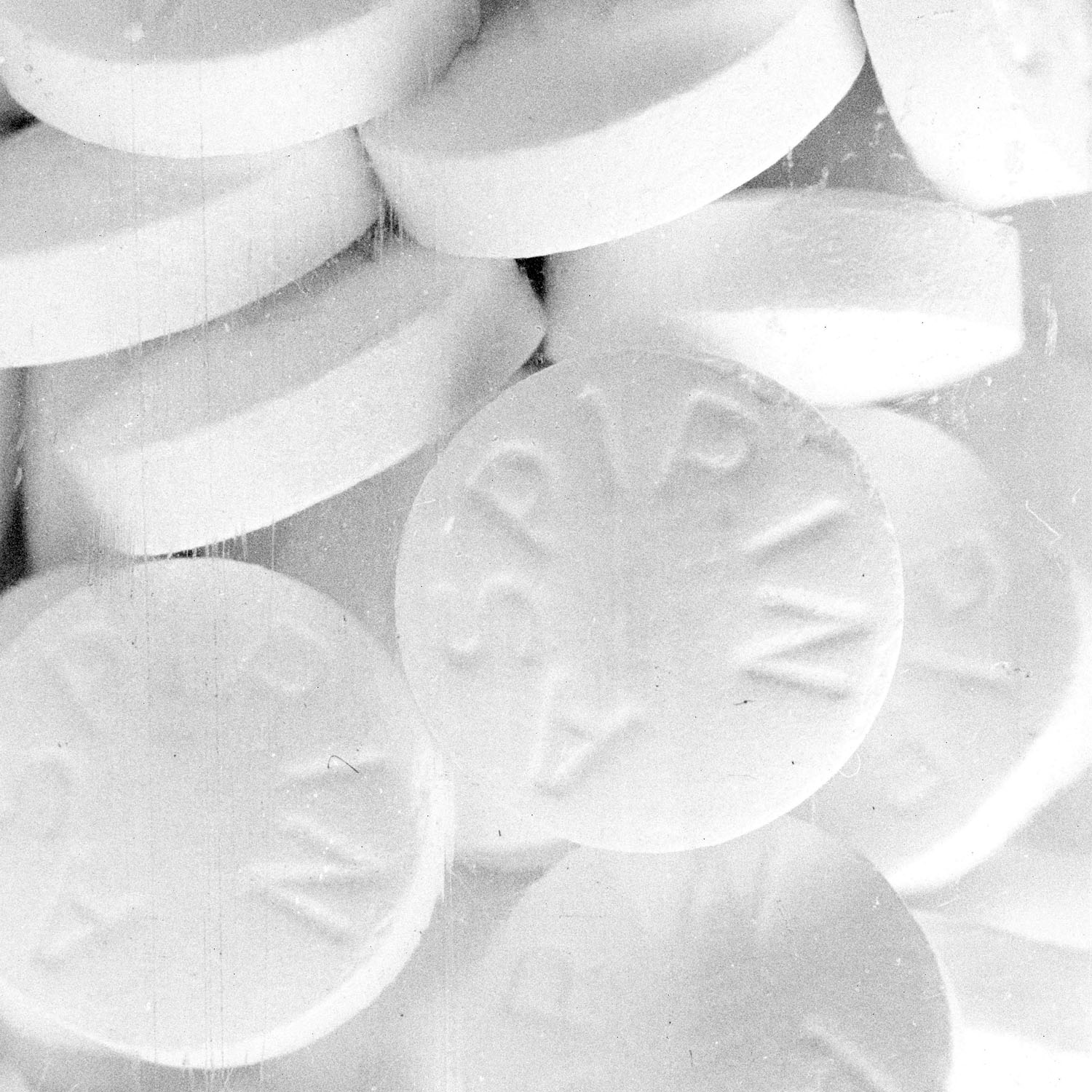
Aspirine

L'accoutumance ou tolérance est un processus d'adaptation de l'organisme à un stimulus extérieur, un environnement nouveau ou même un produit toxique. Cette accoutumance se manifeste par un affaiblissement ou même un épuisement de la réponse à ce stimulus à mesure que l'organisme y est confronté. Cette diminution de la réponse implique nécessairement une capacité plus grande à supporter les effets du stimulus et la possibilité potentielle d'augmenter le stimulus afin de recréer les mêmes effets qu'à la première confrontation.

## Généralités
On parle notamment d'accoutumance au bruit où, à force d'être confronté à un bruit, les personnes ne l'entendent plus (bruit de circulation routière, train, etc.), d'accoutumance rétinienne ou d'accoutumance à la climatisation où les personnes présentent de véritables malaises face à des températures ambiantes non régulées.
Il est aussi parfois question d'accoutumance à l'eau dans les processus d'apprentissage de la nage particulièrement attentifs à éviter le développement de phobie. Le phénomène de conditionnement des chiens de Pavlov peut aussi être rapproché d'un processus d'accoutumance, puisqu'accoutumés à la sonnette, les chiens l'avaient associée de fait à l'alimentation, adaptant la réponse de leur organisme par un processus de salivation.
C'est aussi le processus d'accoutumance qui sert de base à la désensibilisation allergique et l'insensibilisation des apiculteurs. Ce processus est d'ailleurs, intuitivement du moins, connu depuis plusieurs millénaires, puisque, selon la légende, le roi Mithridate eut la vie sauve le jour où l'on tenta de l'empoisonner pour avoir pris la précaution d'ingérer préalablement régulièrement de petites doses de poison, on parle d'ailleurs de « mithridatisation ». De plus, étant fait prisonnier de Pompée, ce dernier tenta de se suicider avec du poison… Même si cette optique pourrait amener à considérer l'accoutumance comme une sorte de réponse immunitaire, ce n'est pas le cas, l'accoutumance résulte d'une adaptation normale de l'organisme à une situation ou un stimulus anormal et générant nécessairement une réponse moins efficace en cas de danger.
En pharmacologie, on parle plus spécifiquement d'accoutumance pharmacodynamique : l'absorption régulière et fréquente d'une substance active par une personne est suivie de réponses de l'organisme de moins en moins marquées. Il s'agit d'une réponse adaptative physiologique visant à maintenir l'homéostasie afin de tenter de conserver une activité normale malgré une situation anormale.
Cette accoutumance induit parfois une augmentation des doses afin d'obtenir l'effet initial. Le seuil critique de toxicité peut alors être dépassé et ainsi occasionner une surdose (communément appelé overdose) ou même amener à supporter des doses considérées comme létales chez une personne non accoutumée.
La propension à provoquer une accoutumance fait partie des facteurs servant à déterminer la dangerosité des drogues (voir article détaillé Classification des psychotropes).

## Accoutumance et dépendance
Il convient de distinguer accoutumance et dépendance même si le terme accoutumance est parfois utilisé comme synonyme de dépendance. Bien que les deux soient souvent associées, l'une peut exister sans l'autre.
Par exemple, l'organisme peut être accoutumé à un stimulus, c'est-à-dire tolérer plus facilement une exposition plus importante, sans qu'il y ait une dépendance pour autant. De même, on peut être dépendant d'une substance sans que l'exposition nécessaire à l'obtention de l'effet ne change, quoique cela soit plus rare.

## Tolérances spécifiques

### Tolérance croisée
Une tolérance croisée se développe quand la personne ne consomme qu'un seul produit mais que l'organisme s'accoutume à l'ensemble de la famille chimique du produit ou aux produits ayant les mêmes effets.
C'est le cas par exemple pour :
- les opiacés ;
- l'alcool et certains médicaments, en particulier les benzodiazépines ;
- le LSD, la mescaline et la psilocybine. Contrairement à ce qu'on lit souvent, il n'y a pas de tolérance croisée entre ces trois substances et la DMT ;
- Une grande partie des stimulants de type [S]NDRI.

### Tolérance cyclique
On parle de tolérance cyclique quand la personne s'accoutume rapidement au produit lorsque la consommation est fréquente et régulière mais que cette accoutumance peut se perdre en cas d'abstinence et réapparaître en cas de reprise de la consommation. C'est le cas pour le LSD.

### Tolérance inversée
On parle de tolérance inversée ou tolérance négative lorsque les doses nécessaires à l'effet initial sont plus petites, ou l'apparition de l'effet devient plus rapide, à mesure que la consommation continue. Ce phénomène s'observe avec la Salvia divinorum, sauge des devins,. Certains usagers de cannabis ou d'alcool décrivent également ce phénomène. Cet effet est cependant assez rare.

### Tolérance acquise
La tolérance acquise désigne une accoutumance qui continue malgré l'abstinence. Celle ci peut exister pendant un syndrome prolongé de sevrage et pourrait être traité par les antagonistes NMDA, mais son origine n'est pas connue. Les antagonistes NMDA étant eux-mêmes susceptibles de tolérance.

## Prise en charge
Pour prévenir l'accoutumance a des substances psychoactives médicamenteuses ou non, il suffit souvent d'espacer les prises (La durée dépend de la substance et de sa dose) ou il est possible d'utiliser un antagoniste NMDA pour la prévenir tel que la Mémantine.
Pour la "traiter" les antagonistes NMDA tels que le DXM ou la Kétamine (qui crée elle-même une accoutumance, attention) qui permettent de supprimer la tolérance ou de la réduire, le potentiel est donc très fort pour les médicaments tels que les opiacés dans le cas de l'usage chronique, et l'efficacité est déjà prouvée pour les opiacés, la Nicotine, et des témoignages (Qui ne sont pas des preuves scientifiques cependant) montre qu'ils pourraient être efficaces pour les amphétamines et les dérivés amphétaminiques et les benzodiazepines, cependant les risques de dépression respiratoires et d'hallucinations a court terme, ou de lésions neurologiques (DXM) a long terme sont bien réels, c'est pourquoi une telle automédication ne doit surtout pas être faite, sauf éventuellement avec le Magnésium qui lui n'est pas dangereux et qui, a des doses élevés, pourrait ralentir l'accoutumance et éventuellement réduire le syndrome de sevrage par la suite (Le magnesium ayant un effet sur le système NMDA).
Cependant, l'accoutumance peut être un garde-fou pour limiter l'usage de substances notamment avec le LSD.

## Alternatives sans accoutumance
Certains médicaments peuvent ne pas avoir d'accoutumance et sont donc intéressants dans le cas d'usages chroniques.
On compte notamment :
- Analgésiques : naproxène, néfopam, paracétamol ;
- Stimulants : Armodafinil, modafinil, pitolisant ;
- Somnifères : , doxylamine, hydroxyzine, mélatonine.